# جانی گری
جانی گری (انگلیسی: Johnny Gray؛ زادهٔ ۱۹ ژوئن ۱۹۶۰) ورزشکار دو و میدانی اهل ایالات متحده آمریکا است.